# 個性
個性（こせい）は、個人や個体の持つ、特有の性質・特徴。
英語では、personarity(パーソナリティ)と呼ぶ。